# Karlskrona
Karlskrona (švedski za "Karlova kruna") je grad i središte istoimene općine i županije Blekinge u južnoj švedskoj. 
Pomorska barokna luka Karlskrona je od 1998. godine upisana na UNESCO-ov popis mjesta svjetske baštine u Europi. Ona je također jedina švedska vojna morska luka i sjedište švedske obalne straže.

## Zemljopis
Grad se nalazi u južnoj Švedskoj na obali Baltičkog mora. Veći dio grada nalazi se na otoku Trossö koji je mostovima povezan s kopnom.

## Povijest
Grad je osnovao švedski kralj Karlo XI. 1679. godine kao pomorsku vojnu utvrdu kojom je želio ustanoviti prevlast na Baltiku. Već sljedeće godine Karlskrona je dobila status grada. Grad su isplanirali najbolji arhitekti tog vremena u duhu kasno-renesansnih idealnih gradova. Od njegovih znamenitosti ističu se najveća drvena crkva u Švedskoj (Admiralska crkva, 1685.) i dvije barokne crkve iz 18. stoljeća koje je dizajnirao Nicodemus Tessin Mlađi, Njemačka crkva sv. Trojstva (Trefaldighetskyrkan, 1709.) i Fridrikova crkva (Fredrikskyrkan, 1744.).
Tijekom Velikog sjevernog rata, Karlskrona je imala najviše stanovnika u Švedskoj, a njegovo brodogradilište je bilo najveće u Skandinaviji.
Središte grada nalazi se na otočiću Trossö i ima najveći trg Skandinavije koji je poslije Crvenog trga u Moskvi najveći u Europi. Pomorska luka je na otočiću Stumholmen koji je nekada pripadao mornarici, a danas je na njemu Državni pomorski muzej (Marinmuseum). Luka je imala staro pristanište koje je bilo opremljeno hidrauličkim dizalicama iz 1724. godine. Od fortifikacijskih građevina tu se nalaze:
- Obrambene zidine s veličanstvenim bastionima Aurora, Sparre i Trolle.
- Rovovi koji povezuju malene utvrde s kopnene strane s barutanom.
- Morske utvrde u zaljevu, Kungsholms i Drottningskär, su iz 17. stoljeća, a tornjevi Kurrholmen i Godnatt su izgrađene polovicom 19. st.

God. 1790. većina grada je izgorjela u požaru. Nakon gubitka snage švedske vojne mornarice, Karlskrona je izgubila svoju važnost i danas je miran provincijski grad.
- Gradska vijećnica
- Admiralska crkva
- Njemačka crkva sv. Trojstva
- Pomorski muzej
- Staro pristanište (18. st.)
- Högvakten
- Kraljevski ljetnikovac Skärva
- Utvrda Kungsholms
- Zapadni toranj Borgmästarfjärden
- Admiralski toranj

## Slavni stanovnici
| - Magnus F. Andersson, skladatelj i trombonist - Horace Engdahl, akademik, kritičar, esejist i prevoditelj - Jonathan Ericsson, igrač hokeja - Sven Lidman, spisatelj - Katarina Mazetti, radio novinar i spisatelj | - Clara Nordström, njemački spisatelj i prevoditelj švedskih korijena - Roland Sandberg, bivši nogometaš - Tobias Grahn, nogometaš - Tobias Karlsson, rukometaš |

## Gradovi prijatelji
Karlskrona ima ugovore o partnerstvu s gradovima:
| - Baltijsk, Rusija - Gdynia, Poljska - Hillerød, Danska - Klaipeda, Litva | - Loviisa, Finska - Olafsfjördur, Island - Rostock, Njemačka |

## Vanjske poveznice
- The Pomorski grad Karlskrona
- Fotografije Karlskrone  Arhivirana inačica izvorne stranice od 5. lipnja 2011. (Wayback Machine)

### Ostali projekti
|  | Zajednički poslužitelj ima još gradiva o temi Karlskrona |